# FSV Lokomotive Dresden
Die Fußballspielvereinigung (FSV) Lokomotive Dresden war ein Fußballverein in Dresden. Sie bestand vom 6. Januar 1966 bis 30. Juni 1990 und war 18 Jahre in der 2. DDR-Liga vertreten.

## Geschichte

### Gründung
Die FSV Lok Dresden war ein Produkt der Sportpolitik der DDR. 1965 war beschlossen worden, zur Niveauverbesserung des DDR-Fußballs die bisherigen Fußballsektionen aus den Sportklubs herauszulösen und als eigenständige Fußballklubs weiterzuführen. In Dresden unterhielt der SC Einheit eine Fußballmannschaft, die von 1954 bis 1962 in der DDR-Oberliga, der höchsten Fußballklasse, gespielt und 1958 den DDR-Fußballpokal gewonnen hatte. Zum Zeitpunkt der Fußballklubgründungen war die Fußballmannschaft des SC Einheit nur zweitklassig, andererseits war mit der SG Dynamo eine andere Dresdner Mannschaft in der Oberliga vertreten. Es kam jedoch weder mit dem SC Einheit noch mit der SG Dynamo zu einer Fußballklub-Bildung. Zum einen ließ der Chef des DDR-Staatssicherheitsdienstes Erich Mielke neben dem Berliner FC Dynamo keinen weiteren FC im Dynamo-Bereich zu, und zum anderen erschien der DDR-Sportführung die zweitklassige Einheit-Mannschaft als zu wenig potent für einen eigenständigen Fußballklub. Außerdem musste das Dresdner Publikum mit der Zusicherung beruhigt werden, dass die SG Dynamo wie andernorts zum Bezirksschwerpunkt werden würde. Damit mussten die Einheit-Fußballer zwangsläufig in das zweite Glied rücken.
Unter diesen Voraussetzungen wurde am 6. Januar 1966 mit den 16 Fußballmannschaften des SC Einheit Dresden und deren Trainern die Fußballspielvereinigung Lokomotive Dresden, kurz „FSV Lok“ gegründet. Offensichtlich auch wieder mit Rücksicht auf die Fußball-Öffentlichkeit musste sich die FSV nicht wie ansonsten üblich als Betriebssportgemeinschaft bezeichnen, da einer BSG automatisch der Status der Minderwertigkeit anhaftete. Praktisch übernahm jedoch die Deutsche Reichsbahn, wie bei Betriebssportgemeinschaften üblich, die Funktion eines Trägerbetriebes. Zusätzlich war an der Trägerschaft auch noch die Hochschule für Verkehrswesen beteiligt. Zur gleichen Zeit war in der Bezirksliga Dresden eine BSG Lokomotive Dresden vertreten.

### Sportlicher Werdegang
Mit Beginn der 2. Halbserie übernahm die FSV Lok den Platz des SC Einheit in der zweitklassigen DDR-Liga. Seit ihrem Abstieg 1962 hatte die Einheit-Mannschaft zunächst vergeblich versucht, so schnell wie möglich wieder aufzusteigen, musste jedoch spätestens nach dem 7. Tabellenplatz der Saison 1964/65 einsehen, dass mit den zur Verfügung stehenden Spielern das Ziel Erstklassigkeit nicht zu erreichen war. Solange die DDR-Liga mit zwei Staffeln zu je 16 Mannschaften spielte, kam die Lok-Mannschaft nur noch auf Plätze im Mittelfeld, hin und wieder in gefährlicher Nähe zu den Abstiegsplätzen. Entsprechend gering war das Zuschauerinteresse, so dass die Punktspiele in der Regel nicht mehr wie zu SC-Einheit-Zeiten im großen Heinz-Steyer-Stadion, sondern auf dem nur 3000 Zuschauer fassenden Sportplatz an der Pieschener Allee, kurz „Pie21“ genannt, ausgetragen wurden. Lediglich die Derbys gegen Dynamo Dresden (beide Mannschaften spielten 1968/69 gemeinsam in der DDR-Liga) und Stahl Riesa wurden in der großen Arena des Ostrageheges ausgetragen. So sahen am 3. September 1967 10.000 Zuschauer das Spiel gegen Stahl Riesa (1:2) und am 11. Mai 1969 24.000 Besucher die Begegnung mit Dynamo Dresden (1:1) im Heinz-Steyer-Stadion. Zu normalen Punktspielen bewegten sich die Zuschauerzahlen im „Pie21“ zwischen 500 und 3.000.
Mit Einführung der fünfgleisigen DDR-Liga zur Saison 1971/72 mit jeweils nur 12 Mannschaften und einem entsprechend niedrigeren Niveau konnte sich die FSV Lok mehrmals auf vorderen Plätzen behaupten und wurde 1978 sogar Staffelsieger. Damit hatte sich die Mannschaft für die Aufstiegsspiele zur Oberliga qualifiziert, verpasste aber den Aufstieg mit dem letzten Platz deutlich. Zuvor hatte die FSV schon im DDR-Pokalwettbewerb auf sich aufmerksam gemacht, als sie in der Vorrunde den Oberligavertreter Wismut Aue mit 1:0 aus dem Rennen warf. Die Auslosung für das Achtelfinale ergab das Ortsderby gegen Dynamo Dresden, in dem die FSV mit 1:7 und 0:4 allerdings chancenlos blieb. Die trotzdem erfolgreiche Saison bestritt die FSV mit folgendem Aufgebot:
- Tor: Lutz Findeisen (23 Jahre), Manfred Melzer (21)
- Abwehr: Frank Ganzera (35), Bernd Grundey (23), Udo Hänsel (23), Kurt Hartung (30), Peter Horn (25), Hubertus Lück (22), Steffen Seidel (24)
- Mittelfeld: Mathias Donix (23), Lothar Güldner (23), Peter Krause (20), Claus Lichtenberger (27), Norbert Schleicher (27)
- Angriff: Wolfgang Höfer (22), Steffen Hoyer (20), Siegfried Meise (21), Claus Oehmichen (22), Joachim Pietzko (21), Andreas Prasse (19), Norbert Straßburger (29)

Die mit einem Altersdurchschnitt von 23,2 Jahren ungewöhnlich junge Mannschaft wurde von dem ehemaligen DDR-Oberliga-Torschützenkönig Harry Arlt als Trainer betreut. Die Tatsache, dass nur Ganzera, Donix und Lichtenberger Oberligaerfahrung besaßen und auch später kein anderer Spieler die Oberliga erreichte, sagt etwas über die geringe Erfahrung der Mannschaft aus. In den folgenden Spielzeiten bewegte sich die FSV Lok zwischen Platz 2 und 8, bis 1984 der Absturz in die Drittklassigkeit der Bezirksliga erfolgte. In der Saison 1983/84 musste für den Klassenerhalt mindestens der 6. Tabellenplatz erreicht werden, da die DDR-Liga in der kommenden Spielzeit nur noch in zwei Staffeln ausgetragen werden sollte. Die FSV Lok Dresden erreichte nur Platz 8. Es gelang in den Folgejahren nicht mehr, eine Mannschaft zu formen, die höheren Ansprüchen genügt hätte. Im Jahre 1988 drohte sogar ein weiterer Absturz, als der DDR-Fußballverband den Spielern wegen Verstoßes gegen die Statuten „Arbeit in der Produktion“ auferlegte und daraufhin neun Stammspieler die Mannschaft verließen. Mit einer neu zusammengestellten Mannschaft konnte jedoch der Klassenerhalt geschafft werden, und so blieb die FSV bis zum Ende des DDR-Fußballbetriebes 1990 in der Bezirksliga Dresden.

### Ende nach der Wende
Als nach der politischen Wende von 1989 und den darauf folgenden wirtschaftlichen Umbrüchen in Ostdeutschland die FSV nicht weiter von der Bahn unterstützt wurde, war man gezwungen, nach anderen Organisationsformen zu suchen. Letztendlich gab die FSV Lok ihre Selbständigkeit auf und schloss sich am 1. Juli 1990 als Fußballabteilung dem wiedergegründeten Dresdner SC an.

### Neubeginn
Am 27. Februar 2009 wurde in Form einer Vereinsgründung die Fußballspielvereinigung Lokomotive Dresden wiederbelebt. In der Saison 2009/10 wurde der Spielbetrieb aufgenommen und am Punktspielbetrieb teilgenommen. Erster Trainer der 2009 aufgebauten Männermannschaft war Udo Hänsel, der in den 1970er Jahren bereits als Spieler bei der FSV Lokomotive Dresden aktiv war. Auch wurde in den letzten Jahren eine Frauenabteilung aufgebaut. In der Saison 2013/14 wurde die Frauenmannschaft Bezirksmeister und stieg in die 4. Liga, die Landesliga Sachsen, auf. Für die Saison 2015/16 qualifiziert sich die 1. Frauenmannschaft aufgrund des Einzuges in das Landespokalfinale für den DFB-Pokal.

## Personen
- Harry Arlt (1926–2014), 1970–1983 Trainer, spielte von 1951 bis 1959 bei Rotation/Einheit Dresden (139 Oberligaspiele)
- Mathias Donix (* 1954), vorher bei Dynamo Dresden, 4 Oberligaspiele, 28 Nachwuchs- und Juniorenländerspiele
- Manfred Drewniok (* 1962), ging 1983 zu Stahl Riesa (47 Oberligaspiele)
- Frank Ganzera (* 1947), kam 1976 von Dynamo Dresden (133 Oberligaspiele), 13 Länderspiele
- Eduard Geyer (* 1944), ging 1968 zu Dynamo Dresden (90 Oberligaspiele), später Trainer, u. a. bei Dynamo Dresden und Energie Cottbus, 1989/90 DDR-Nationaltrainer
- Claus Lichtenberger (* 1950), kam 1976 von Dynamo Dresden (34 Oberligaspiele)
- Hans-Ulrich Thomale (* 1944), ging 1970 zu Stahl Riesa (14 Oberligaspiele), später Trainer u. a. beim 1. FC Lok Leipzig, FC Rot-Weiß Erfurt und bei Hessen Kassel